# Domenico Starnone

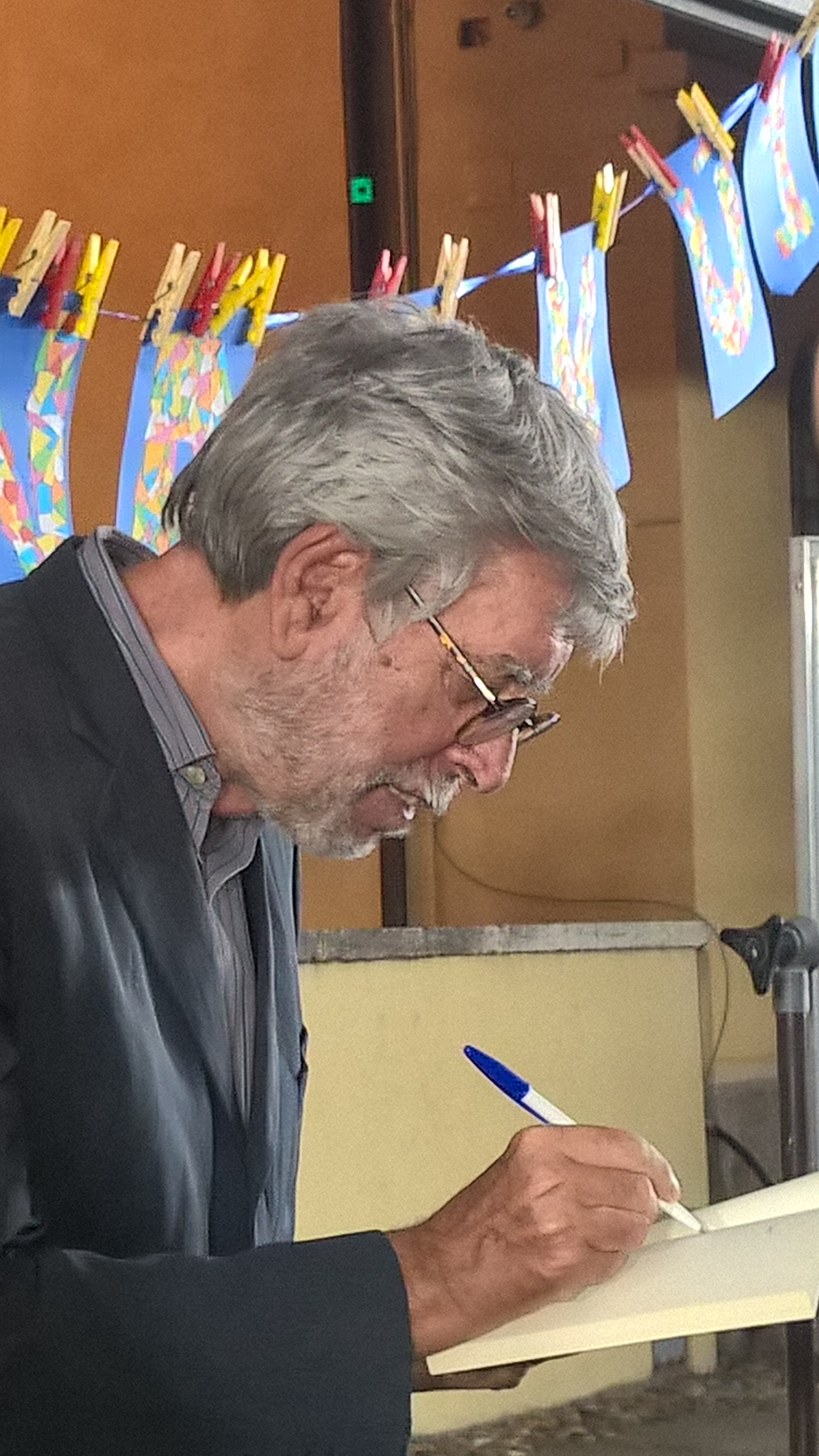
Domenico Starnone in 2017

Domenico Starnone (Saviano, 15 februari 1943) is een Italiaanse schrijver, scenarist en journalist.
Starnone werd geboren in Saviano, nabij Napels. Hij heeft voor verschillende kranten en tijdschriften gewerkt en schreef meestal over zijn periode als leraar.
In 2006 gingen er geruchten dat Starnone de succesvolle schrijfster Elena Ferrante is. Starnone heeft evenwel altijd ontkend. Starnone is getrouwd met Anita Raja, een literaire vertaler die in 2016 door een Italiaanse journalist op grond van de geldstromen werd aangewezen als de persoon achter het pseudoniem. In 2017 werd op grond van tekstvergelijking (waar overigens geen tekst van Raja in meegenomen was) geopperd dat hij toch achter het pseudoniem Elena Ferrante schuil zou gaan. Een mogelijkheid is ook dat Raja en Starnone het gezamenlijk geschreven hebben.